# 祝儀
祝儀（しゅうぎ、御祝儀・ご祝儀）は、時節や時期や機会や出会いなど、人生や日常においての節目に金品を贈る行為。

## 概要
具体的な祝儀・不祝儀の機会や意味
1. 慶事（喜ばしい時）などの祝意やその互助活動の手間に対する謝意を表すために贈る金品のこと。結婚式では3万円以上が目安とされている。[要出典]
2. 弔事などのお見舞いやその互助活動の手間に対する謝意は不祝儀（ぶしゅうぎ）という。
3. 興行や遊興を提供する者に対し送られる謝意としての金品で、チップの様な物とする向きもある。日本では法律上は不労所得[要出典]だが、欧米では所得であることが多い。また、意味合いにおいても日本独特のハレとケに由来するとも言われる。具体的には力士に対し健闘を称えたり芸妓の技芸や旅館の仲居の接客に対し、非日常（ハレ）を演出してくれる事に対する感謝でもある。
4. 景気付けの一環として商取引やその生業に従事する人々の感謝や発奮を促す行為として高値で取引したり、金品を贈る行為。具体的には好事家や趣味人が、難度が高い特殊な物品の作製を依頼した時などに、携わる技術者（職人）に景気付けに渡す事もある。
5. 賭け事などで期待値を高め、遊興にメリハリを付け作業対効果を簡単に上げる為や、難しい手（役）を作った事に対する祝意である。一般的には麻雀などで良く知られる。
6. 江戸時代においては、金品の代表的な物として「手拭」が贈られた。現在でも歳暮や中元では、手拭やタオルを配る習慣として残っている。

## 祭礼
祝儀や不祝儀が送られる事柄。

### 祝儀
個人へ贈る。
- 誕生
- 七五三
- 正月 - お年玉
- 入学・卒業
- 成人
- 就職
- 結婚
- 新築
- 引越し
- 還暦
- 快気
- 餞別 - 旅行や別れなど旅立つ者に渡す金品。

携わる人や神（神社や神主）へ贈る
- 普請
  - 寺社普請
  - 橋普請
  - 溝普請
- 建築
  - 地鎮祭
  - 上棟式
  - 竣工式
- 祭り
  - だるま市
  - 羽子板市
  - 酉の市
  - 朝顔市

社会・景気付け
- 大入り
- 会社設立や出店や独立や暖簾分け（のれんわけ）
- 年季明け
- 帰省手当て

### 不祝儀
個人へ贈る。
- 病気見舞い
- 火事見舞い・災害見舞い
- 葬儀

仏（寺や僧侶）へ贈る。
- 法事
- 年忌

## 祝儀袋・不祝儀袋
祝儀袋・不祝儀袋とは祝儀や不祝儀を入れる和紙で出来た封。

### 熨斗書き
祝儀
- お年玉
- 心付け
- 大入り
- 寸志
- お祝

不祝儀
- お見舞い
- 香典（御香典）
- 仏前（御仏前）
- 霊前（御霊前）

### 袋や飾り
- 折り紙との関連 - 折り紙の歴史の項目「儀礼折り紙」を参照。
- 熨斗 - 詳細は熨斗を参照。

### 水引
水引の意味と種類
- 祝儀 - 結びきり、蝶結びが慶事の意味により選択される。色は赤白が一般的である。
- 不祝儀 - 弔事であることがほとんどである為、結びきりである。色は黒白が一般的である。

※「あわじ結び」においては水引の色によって冠婚葬祭いずれにも使われる。

- 水引が赤白で熨付きは祝い一般用
- 水引が赤白で熨斗無しはお見舞いと寺院のお祝い用
- 水引が黒白(又は黄白)で熨斗無しは葬儀・仏事用
- 水引が金銀で熨付きは結婚祝い用

が現代での主流となっている。TV番組等で関東ローカルのマナーが紹介されることがあるが、地方によって実情は様々であり購入の際は注意が必要である。

### 袱紗
袱紗（ふくさ）とは慶弔事に贈る金銭を包む袋（祝儀袋・不祝儀袋）が型崩れなど起こさぬように、その上にもう一度覆う小さな風呂敷の事である。

### 表書き
贈り物には目録をつけるのがきまりで、その目録を略したもの。水引上部中央に品物名を書くのが本来の形だが、何のための贈り物かその意味を表す「御礼」「御祝」「御歳暮」といった書き方が一般的になり、またお金を贈る場合は何のためのお金かその意味を明確に、「御祝儀」「酒肴料」「御霊前」というように書く。

## 祝儀敷き・不祝儀敷き
祭礼時に幸、不幸の別でそれを執り行う部屋の畳の敷き込みを変えていた事を指す。
- 祝儀敷き
- 不祝儀敷き

## ご祝儀相場
損得関係なく商取引において、景気付けの縁起担ぎとして、一年の始まりなどに高値で取引する事を指し、株式市場や各農林水産関係の市場や初売りまたは、祭りでの縁起物の売買などでも行われる事を指す。
古くは特別な日に模様される鉄火場（賭け事を行う場所）でも胴元が普段より支払い率を多く設定することも指す。

## 賭博での祝儀
ご祝儀（ごしゅうぎ）とは、麻雀などでよく採用されている一種のボーナスである。
特定の条件を満たして和了った場合、和了の内容に応じたボーナスが出る。

### 麻雀での用例
ご祝儀に採用されるルール上の具体例。
- 赤ドラ1枚毎
- 一発
- 裏ドラ1枚毎
- 役満貫
- アリス

出アガリの場合は放銃者一人から、ツモアガリの場合は他家全員から祝儀を得る。
　例として、「赤2枚、裏1枚」の手を出アガッた場合は3枚の祝儀を、ツモアガッた場合は9枚の祝儀を得る。
　祝儀の価値は点棒にして2000点 - 10000点が一般的。点3のレートなら1枚50円、ピンのレートなら1枚300円から1000円のルールが普及している。

## 祝儀返し
祝儀返しは、祝儀の何割かを現金や金品で相手に返すこと。割合は祝儀の内容や頂いた相手、金額の多寡、地方の習慣により複雑。
関西地方の一部では、ある程度まとめて祝儀返しを行うことから「おため返し」と呼ばれる。祝儀返しをしない事を「片祝い」と呼び、縁起が悪いとされる地域もあるが、一方で華美な習慣を律した時代には、祝儀返しの廃止が奨励された地域もある。

## 関連事項
- 村八分・十分の付き合い
- 相互扶助・互助活動
- 普請
- ハレとケ
- 縁起
- 景気付け
- ギフトレジストリー（英語版） - ブライダルレジストリー（英語版）)